# Eric Lindberg
Eric Hernfrid Lindberg, född 2 maj 1868 i Länghems församling, Älvsborgs län, död 7 mars 1955 i Hudiksvall, var en svensk grosshandlare och kommunalpolitiker. 
Efter folkskola och volontärskola var Lindberg från 1902 innehavare av en trävaruexpeditionsfirma och under en period även skeppsredare. Han blev portugisisk vicekonsul 1904, fransk konsularagent 1919, var revisor för Sveriges riksbank i Gävle 1912–18, ledamot av stadsfullmäktige i Hudiksvalls stad från 1903, ordförande i drätselkammaren från 1906, i hamnstyrelsen, i handels- och sjöfartsnämnden från 1921, i sjömanshusdirektionen från 1921, i Hudiksvalls köpmannaförening från 1909, vice ordförande i Svenska Handelsbankens i Hudiksvalls styrelse från 1917 och ledamot av styrelsen för Svenska hamnförbundet från 1915.